# Референдум в Белизе по территориальному спору (2019)
Референдум в Белизе по территориальному спору с Гватемалой прошёл 8 мая 2019 года. Голосование, которое было изначально назначено на 10 апреля, было перенесено на более поздний срок из-за необходимости решения возникших юридических сложностей. Аналогичный референдум в Гватемале прошёл 15 апреля 2018 года. Предложение было одобрено около 55% голосов избирателей.

## Контекст
Целью референдума было одобрение избирателей предложения о том, что правительства Гватемалы и Белиза должны решить территориальный спор между странами через Международный суд ООН, как это было установлено по предварительному соглашению в декабре 2008 года. Гватемала провела свой референдум 15 апреля 2018 года. Белиз должен был организовать свой референдум в течение 6 месяцев. Правительство Белиза, однако, объявило, что референдум будет проведён после перерегистрационного процесса, чтобы обеспечить точное и справедливое голосование.
Референдум был оспорен в суде Белиза оппозиционной Народной объединённой партией на том основании, что Специальное соглашение между Белизом и Гватемалой, которое может привести к территориальным изменениям страны, не соответствует Конституции Белиза. Это привело к решению Верховного суда о временной задержке референдума.